# Mortero Tipo 99 81 mm
El Tipo 99 81 mm (Kyukyu Shiki Shohakuyekiho, mortero de trinchera pequeño Modelo 99 en japonés) era un mortero empleado por el Ejército Imperial Japonés durante la Segunda Guerra Mundial. Su designación indica que entró en servicio en el año 2599 del calendario japonés (1939). Es un mortero similar al Stokes-Brandt. Se distingue del Tipo 97 81 mm por su corto cañón y su sistema de disparo. Las diferencias entre el Tipo 99 81 mm y el M1 81 mm estadounidense son pronunciadas.

## Diseño
El Tipo 99 81 mm es un mortero de avancarga con cañón de ánima lisa. Tiene un cañón corto de 552,45 mm de longitud, en comparación al cañón de 1.151,63 mm del Tipo 97 81 mm. Puede desmontarse en tres unidades: el cañón, el bípode y la placa base. Las patas del bípode están hechas de tubos de acero y van montadas en la carcasa del tornillo de elevación mediante una unión clevis. Estas terminan en delgados discos de acero que tienen una púa debajo. La apertura de las patas está limitada por una cadena, que tiene un resorte unido a uno de sus extremos para reducir la fuerza del retroceso. Un sistema de amortiguación incorporado en el bípode ofrece un retroceso de 50,8 mm. Los cilindros de retroceso están llenos de grasa ligera o aceite pesado. La placa base, hecha de acero estampado, tiene una serie de costillas y resaltes soldados en su mitad inferior, para que pueda incrustarse en el suelo cuando se disparaba el mortero. En la mitad superior de la placa base, al centro, hay una depresión circular en donde encaja la rótula de la recámara del cañón cuando el mortero es montado. Un asa de transporte está unida al borde posterior de la placa base. Además, dos pequeños ganchos están unidos en el mismo lugar para poder atar una correa de transporte. Alrededor del borde externo de la placa base hay un resalte de 25,4 mm, mientras que el borde frontal hay un gancho a través del cual puede pasarse una pequeña varilla y emplearse para ligeros cambios de alineación de esta. En una prueba de estabilidad del Tipo 99 81 mm, donde se disparó un total de 14 proyectiles, no se produjo evidencia visible de resquebrajamiento o deformación tanto de la placa base como del bípode. La placa base se hundió unos 50,8 mm en la tierra con el disparo de siete proyectiles en ángulos alternados de 45 a 75 grados. La estabilidad fue muy satisfactoria al disparar proyectiles con uno a cuatro incrementos, pero al disparar con cinco a seis incrementos hizo que el mortero saltase notoriamente y produjo un hundimiento de la placa base. El alcance máximo de unos 2.011,68 m del mortero todavía no ha sido confirmado del todo.
Las diferencias entre el Tipo 99 81 mm y el mortero estadounidense M1 son la longitud del cañón y el sistema de disparo. La longitud del cañón del mortero japonés es de 647,7 mm, mientras que el cañón del mortero estadounidense tiene una longitud de 1.151,3 mm. Mientras que el M1 tiene un percutor fijo en el fondo del cañón, el Tipo 99 81 mm tiene su percutor unido a un eje de leva que se extiende fuera de la recámara. Este eje debe ser golpeado fuertemente con un mazo para empujarlo dentro y lanzar el percutor contra la cápsula fulminante del cartucho propulsor. Esta enciende la carga propulsora del cartucho, que a su vez enciende los incrementos de pólvora unidos a las aletas. El mortero emite un fuerte ruido al disparar, así como un gran fogonazo. Cuando el eje de leva del percutor es golpeado, el resorte del eje de leva es soltado. Cuando vuelve a su forma original, retira el eje de leva y el percutor baja en la recámara, quedando listo para el siguiente disparo. Además del sistema de disparo, el mortero japonés utiliza un tornillo para el acimut en lugar de una tuerca de ajuste y varilla conectora, con un sistema de retroceso distinto al del mortero estadounidense. La placa base japonesa solo tiene un sóquet para la rótula de la recámara y no tiene una línea de puntería.
Cuando está en posición de disparo, el cañón del mortero está unido al bípode mediante una pinza. Entonces es unido a la placa base insertando la rótula de la recámara en el sóquet de la placa y rotando el mortero 90 grados a la izquierda o a la derecha. El cañón es de ánima lisa y su interior está cuidadosamente pulido. La tolerancia entre el ánima del cañón y la banda del proyectil es muy estrecha, evitando que el proyectil golpee con suficiente fuerza el percutor para ser disparado. En el exterior, el cañón tiene una línea de puntería y una base para montar un cuadrante junto a la boca. La recámara del cañón es hueca y roscada, enroscándose en el extremo opuesto del cañón y sellando las fugas de gases. La recámara termina en una rótula, que encaja en el sóquet de la placa pase y está perforada a lo largo para alojar el percutor y el retén de la recámara.

## Sistema de disparo
Este mortero tiene un singular sistema de disparo. La mayoría de morteros con un calibre menor a 200 mm emplean un percutor fijo en el fondo del cañón, que golpea la cápsula fulminante en la base del proyectil cuando este es soltado en el cañón, encendiendo la carga propulsora. El mortero estadounidense M1 utiliza este sistema. Los morteros más grandes, tales como el mortero de retrocarga M1919 de 12 pulgadas, son disparados mediante un acollador que libera el percutor, o al cerrar un circuito eléctrico que enciende la carga propulsora. El Tipo 99 81 mm es disparado al golpear su gatillo con un martillo u otro objeto pesado.
Cuando está montado, el percutor está retraído dentro de la cubierta de la recámara por el resorte del eje de leva, comprimido entre el eje de leva y el seguro del eje de leva. Cuando la palanca del seguro es girada a "seguro", el percutor es fijado "abajo", la leva del percutor está "afuera" y el mortero no disparará. Cuando la palanca del seguro es girada a "fuego", el percutor está en la posición "abajo", pero ahora la leva puede moverse libremente. Si el eje de leva es golpeado con un ladrillo o un mazo, el percutor irá hacia arriba y disparará el proyectil. La palanca del seguro no puede ser girada de "seguro" a "fuego" cuando el eje de leva del percutor está presionado. Si esta es girada de "fuego" a "seguro" con el eje de leva del percutor presionado, el percutor quedará fijado en la posición "arriba" y el proyectil se disparará al ser soltado dentro del cañón.

## Especificaciones
Las especificaciones del Tipo 99 81 mm son las siguientes:
- Peso total: 23,59 kg
- Peso del cañón: 7,94 kg
- Peso del bípode: 7,48 kg
- Peso de la placa base: 8,3 kg
- Peso del proyectil: 3,3 kg
- Longitud: 647,7 mm
- Longitud del ánima: 546,1 mm
- Calibre: 81 mm
- Longitud de la placa base: 165,1 mm
- Ancho de la placa base: 362 mm
- Elevación: +45° a +85°
- Velocidad de boca: 196 m/s
- Alcance máximo: 2.000 m

## Munición
Se conocen dos tipos de proyectiles, químico o fumígeno, y de alto poder explosivo. Igualmente, los proyectiles tienen dos pesos: 3,26 kg y 6,48 kg. El proyectil de 3,26 kg consiste en una espoleta de impacto, la carcasa del proyectil, el conjunto de aletas, el cartucho de encendido y la carga propulsora. La carga propulsora está formada por "incrementos", que consisten en sobres de seda laqueados que contienen una pólvora tipo balistita. El cartucho de encendido, cerrado en un extremo por un casquillo de latón laqueado, se parece a un cartucho del 12. La carcasa del proyectil de alto poder explosivo está pintada de negro, por dentro y por fuera, conteniendo una carga explosiva de unos 453 g de TNT. Alrededor de la base de la carcasa del proyectil está pintada una banda blanca, una banda amarilla está pintada alrededor de la unión del proyectil con el conjunto de aletas y una banda roja está pintada alrededor de la punta, en el brocal de la espoleta. El proyectil de 3,26 kg tiene una longitud de 294,64 mm sin espoleta.
La espoleta del proyectil de 81 mm es de impacto, con detonación instantánea o con acción retardada. Un pasador hueco de latón, que puede insertarse en la espoleta, ofrece una acción retardada de probablemente 0,1 segundo. Para su transporte, la espoleta va desmontada del proyectil dentro de un recipiente de hojalata soldada con tapa rosca. Esta va sostenida por dos bloques de madera dentro del recipiente, cuyas formas sostienen su base y su punta. La superficie del bloque superior tiene dos agujeros, con uno de esos protegiendo el pasador de retraso.
También hay una bengala de color verde disparada desde el Tipo 99 81 mm, así como una señal de humo con paracaídas. El mortero de 81 mm también era empleado para disparar el inusual proyectil lanzaminas antiaéreo.
Los siguientes resultados fueron obtenidos en una prueba de tiro donde se utilizó tanto munición japonesa como munición estadounidense M43A.
| Tabla de disparos             |                                          |                 |                                        |
| Alcance con munición japonesa | Alcance con munición estadounidense M43A | Ángulo (grados) | Carga propulsora (nro. de incrementos) |
| 2.011,68 m                    | 2.313,43 m                               | 45              | 6                                      |
| 1.865,38 m                    | 2.139,70 m                               | 56,2            | 6                                      |
| 1.554,48 m                    | 1.737,36 m                               | 45              | 4                                      |
| 1.444,75 m                    | 1.568,20 m                               | 56,2            | 4                                      |
| 914,40 m                      | 1.165,86 m                               | 45              | 2                                      |
| 822,96 m                      | 1.005,84 m                               | 56,2            | 2                                      |
| 411,48 m                      | 470,92 m                                 | 45              | 0                                      |

En general, los japoneses estaban mal preparados para empaquetar adecuadamente la munición al inicio de la guerra. La munición de todo tipo era empacada en cajas de madera con soportes para mantenerla en su lugar, mientras que la protección más rudimentaria contra la humedad era el embreado de las uniones y los agujeros de los nudos del asa de transporte, ocasionalmente forrando los cartuchos y proyectiles en papel encerado para una impermeabilidad adicional. A causa del defectuoso embalaje, era usual que el 50% al 90% de las granadas de mano y proyectiles de mortero no detonasen. Sin embargo, los japoneses estaban utilizando forros de papel metálico y papel alquitranado en sus embalajes de municiones, reduciendo así el deterioro de las mismas.